# ساختمان آتش‌نشانی پالایشگاه‌آبادان
ساختمان آتش‌نشانی پالایشگاه آبادان مربوط به اواخر دوره قاجار -اوایل دوره پهلوی است و در آبادان، سیکلین، روبروی راهنمایی و رانندگی واقع شده و این اثر در تاریخ ۹ اردیبهشت ۱۳۸۲ با شمارهٔ ثبت ۸۳۵۶ به‌عنوان یکی از آثار ملی ایران به ثبت رسیده است.